# 2017년 한화 이글스 시즌
2017년 한화 이글스 시즌은 한화 이글스가 KBO 리그에 참가한 24번째 시즌으로, 빙그레 이글스 시절까지 합하면 32번째 시즌이다. 김성근 감독이 팀을 이끈 3번째 시즌이었으나 중도 사임하고 이상군 감독 대행이 잔여 시즌을 맡았다. 주장은 이용규가 맡았으나, 도중에 송광민으로 교체되었다. 팀은 10팀 중 정규시즌 8위에 그쳐 10년 연속으로 포스트시즌 진출에 실패했다.

## 타이틀
- 월드 베이스볼 클래식 국가대표: 김광수(코치), 김태균, 이용규
- 아시아 프로야구 챔피언십 은메달: 하주석
- 성구회 헌액: 김태균
- 조아제약 프로야구대상 기록상: 김태균
- 스포츠서울 올해의 기록상: 김태균
- ADT캡스 수비상: 하주석 (유격수)
- 카스포인트 어워즈 투수 3위: 정우람
- 한국갤럽 선정 좋아하는 국내 프로야구 선수: 이용규 (4위), 김태균 (5위), 정근우 (6위)
- 올스타 선발: 로사리오 (1루수), 김태균 (지명타자)
- 올스타전 추천선수: 배영수, 정우람, 최재훈
- 올스타전 홈런레이스 우승: 로사리오
- OSEN 선정 포지션별 역대 최고 외인: 토마스 (마무리투수), 브리또 (유격수), 데이비스 (중견수), 로마이어 (지명타자)
- 컴투스프로야구 벤치클리어링 라인업: 비야누에바 (중계투수), 로사리오 (지명타자)

### 퓨처스리그
- 아시아 윈터 베이스볼 리그 준우승: 장진혁
- 플레이어스 초이스 어워드 퓨처스리그 우수선수상: 김인환
- 퓨처스 올스타: 김태욱, 박상언, 김태연, 이시원
- 사구: 정경운 (10)

## 선수단
- 선발투수: 비야누에바, 오간도, 윤규진, 배영수, 김재영, 안영명, 이태양, 김민우
- 구원투수: 김경태, 이동걸, 박정진, 정재원, 서균, 강승현, 심수창, 이충호, 김범수, 권혁, 송창식, 장민재
- 마무리투수: 정우람, 박상원, 송은범, 김진영, 송신영
- 포수: 최재훈, 차일목, 박상언, 허도환, 정범모, 조인성
- 1루수: 로사리오, 김주현, 신성현, 김회성
- 2루수: 정근우, 오선진, 강경학, 임익준
- 유격수: 하주석, 정경운
- 3루수: 송광민, 최윤석, 김태연
- 좌익수: 이성열, 최진행, 강상원, 이양기
- 중견수: 이용규, 이시원
- 우익수: 김원석, 양성우, 김경언, 장민석, 이종환, 박준혁, 정현석
- 지명타자: 김태균, 이창열

## 여담
- 김성근 감독은 이 시즌 당시 만 75세로, KBO 리그 역대 최고령 감독이었다.
- 조인성은 KBO 리그 시범경기에 출전한 역대 최고령 타자가 되었다.
- 송신영은 시범경기에서 3홀드를 기록해 2015년 이후 KBO 시범경기 사상 40대 투수 단일 시즌 최다 기록을 세웠다.
- 하주석은 초구 스트라이크 허용 비율 69.2%로 2013년 이후 규정 타석 충족 타자 중 단일 시즌 최고 기록을 세웠다.
- 조인성은 이 시즌을 끝으로 은퇴하여 KBO 리그 역대 40대 통산 최저 WAR(-1.70)을 기록한 타자가 되었다.
- 조인성은 만 40세 때부터의 통산 번트아웃 20개, 포일 7개, 도루허용 123개, 도루저지 64개, 797자살, 97보살, 12실책으로 2013년 이후 KBO 리그 40대 타자 통산 최다 기록을 세웠다.
- 박정진은 만 40세 때부터의 통산 폭투 12회, 3연투 6회로 KBO 리그 40대 투수 통산 최다 기록을 세웠다.
- 송신영은 만 40세 때부터의 통산 볼넷 허용 0회로 KBO 리그 40대 투수 통산 최소 기록을 세웠다.
- 김주현은 경찰 야구단 마지막 기수로 입대했다.